# Nagroda Mari Jászai
Nagroda Mari Jászai (węg. Jászai Mari-díj) – nagroda państwowa, która została utworzona w 1953 r. przez węgierski rząd dla aktorów. Nazwę nagrodzie nadano dla upamiętnienia węgierskiej aktorki Mari Jászai, najwybitniejszej aktorki Teatru Narodowego w Budapeszcie i jednej z największych węgierskich aktorek grających role tragiczne.
Pierwotnie była dwustopniowa, a w latach 1955–1976 trzystopniowa. Przyznawana była corocznie 4 kwietnia, zwykle dziesięciu osobom. W 1992 r. ówczesne Ministerstwo Kultury i Edukacji wznowiło przyznawanie nagrody, przy czym jej zakres został poszerzony o teatrologów. Jury złożone z delegatów dziesięciu profesjonalnych organizacji przekazuje swoje propozycje aktualnemu ministrowi kultury. Od 1976 r. nagroda była tylko jednostopniowa. Od 1992 r. nagroda przyznawana jest 15 marca dla zwykle 13 osób. 
Wraz z nagrodą przekazywana jest obecnie gratyfikacja pieniężna w wysokości 1 miliona 395 tys. forintów, która od 2004 r. zwolniona została z opłat skarbowych i podatków.

## Laureaci
- 1953 : Imre Apáthi, Sándor Jánoky, Erzsi Lengyel, Lajos Mányai, János Pagonyi, Lajos Rajczy, Sándor Szabór, Endre Szemethy, Irén Szöllősy, László Ungváry
- 1954 : Ottó Ádám, Zsuzsa Bánki, Manyi Kiss, Endre Marton, Magda Olthy, Zsuzsa Petress[4], Ilka Petur, Imre Pongrácz, Imre Soós, Ferenc Zenthe
- 1955 : Zsuzsa Bánki, Pál Besztercei, Károly Bicskey, Iván Darvas, Violetta Ferrari, Zsuzsa Gordon, Tibor Molnár, Marika Németh, Éva Ruttkai, Imre Sinkovits, Ádám Szirtes, László Vámos
- 1956 : Andor Balajthy, Gyula Benkő, Rita Békés, Gábor Földes, Teri Horváth, Tivadar Horváth, László Inke, Károly Kazimir, Ferenc Kállai, György Kálmán, Ferenc Lendva, László Márkus, Erzsi Máthé, László Mensáros, György Miklósy, Róbert Rátonyi, Rudolf Somogyvári, Miklós Szinetár
- 1957 : Kati Berek, Gábor Berényi, Sándor Deák, László Csákányi, Márta Fónay, Zsuzsa Gordon, László Hadics[5], Sándor Hindi, Juci Komlós, László Kozák, Erzsi Könyves Tóth, Margit Lontay, Margit Lukács, Gábor Mádi Szabó, János Rajz, Elemér Tarsoly[6], Nóra Tábori, Anna Zentai[7]
- 1958 : Gábor Agárdy, János Árva, György Bárdy, Tibor Bitskey, Ferenc Horváth, Erzsébet Hegedűs, Éva Hotty, Ferenc Kállai, György Kálmán, Magda Kohut, Klára Miklós, György Pálos, Ottó Ruttkai, Éva Vass
- 1959 : Sándor Angyal, István Csinády, Gitta Czéh, Anny Farkas, Tibor Fehér, Ferenc Katona, István Kazán, Lajos Kormos, Éva Olsavszky, Irén Psota, István Rozsos, Éva Ruttkai, Sándor Suka, Gyula Szabó
- 1960 : Ottó Ádám, Árpád Csányi, István Fillár, István Novák, György Orosz, Ferenc Somló[8], Mari Szemes, Kató Szőnyi, Hédi Váradi
- 1961 : Károly Bángyörgyi, Balázs Fenyvesi, József Fonyó, József Horváth, Ilona Kállay, Ilona Kassai, Emil Keres, Ferenc Némethy, Róbert Rátonyi, Gábor Sallós, László Seregi, Éva Spányik, Miklós Szinetár, Nóra Tábori
- 1962 : Gábor Agárdy, Gusztáv Barlay, Tibor Bitskey, Gyula Bodrogi, Mária Fogarassy, Ilona Győri, Endre Harkányi, Károly Kazimir, László Kertész, Ági Margitai, Éva Máthé, Tibor Patassy, Irén Psota, István Rozsos, György Simon, Imre Sinkovits, Gyula Szabó, László Vámos, Ida Versényi
- 1963 : Edit Ambrus, István Avar, Kati Berek, Sári Feleki, Teri Földi, Dezső Garas, Ilona Gurnik, Viktória Gyólay, Józsa Hacser, Judit Kamilly, Endre Kátay, Emil Keres, István Komor, József Máriáss, László Márkus, István Nagy, Nyilassy Judit, Éva Olsavszky, Ottó Szabó, Éva Vass, Éva Zsurzs
- 1964 : Itala Békés, József Cselényi, Miklós Cserés, István Csorba, István Dégi, Ágnes Hegedűs, Teri Horváth, József Iványi[9], István Kazán, Mária Kovács, Hanna Lóránd, Yvonne Rimanóczy, Kornélia Sallai, Tibor Simon, Mari Törőcsik, Irén Vargha
- 1965 : György Bánffy, Mária Csongrádi, Éva Demján[10], Edit Domján, Gábor Eötvös, Miklós Fehér, Tibor Fekete, Dezső Garas, Kornél Gelley, Jenő Horváth[11], Adrienne Jancsó, István B. Kiss, János Kovács, György Lengyel, Erzsébet Mialkovszky, József Mentes, László Paál, Ottó Simor, Irén Stefanik[12], Gyula Varga
- 1966 : Margit Andaházi[13], Vilmos Dobai[14], János Donnert, Tibor Gerbár, László György, László Hadics[5], Endre Hajdu, János Horkai, László Kabos, János Körmendi, Zoltán Latinovits, Zsuzsa Lehoczky, Mária Medgyesi, Attila Nagy, György Oláh, Géza Polgár, Gellért Raksányi, István Sztankay, Nándor Tomanek
- 1967 : Gyula Bodrogi, Vera Bródy, Iván Darvas Sándor Horváth, Júlia Jurik[15], Ervin Kibédi, Levente Király, Iván Koós, István Miszlay, Lajos Pándy, Rezső Sárosdy, Ernő Szénási, Attila Tyll, Péter Upor[16], Géza Varga, Emil Vata, Tamás Végvári
- 1968 : Hedvig Demeter, Erzsi Galambos, Mátyás Giricz, Árpád Gyenge, László Halász, Magda Kohut, Gábor Koncz, Gyula Kovács, Lenke Lorán, Frigyes Marton, Rudolf Somogyvári, Margit Szántó, György Várady, Ferenc Zenthe, József Zsudi
- 1969 : István Avar, Gusztáv Barlay, Ferenc Hárai, István Köpeczi Bócz, László Mensáros, Mariann Moór, Róbert Nógrádi[17], Ferenc Paláncz, Sándor Szoboszlay, Mari Törőcsik, Nándor Weisz
- 1970 : Mariann Csernus, Pál Elekes, Géza Hofi, Péter Haumann, István Iglódi, Lajos Jánosa, Mária Majczen[18], Károly Mécs, Béla Orlóczi, Lajos Őze, Erzsi Pápai, Mari Szemes, József Szendrő, Tibor Tánczos, Géza Tordy
- 1971 : Árpád Benedek, Tibor Forgács, Zsigmond Fülöp, Judit Halász, Péter Huszti, András Kozák, Erzsi Máthé, János Mester, Judit Schäffer, Éva Szentirmay, Károly Vass
- 1972 : Andrea Drahota, István Gál[19], János Gosztonyi, Péter Haumann, László Márkus, Sándor Németh, Éva Pap, János Sándor, László Sinkó, Géza Szigeti, Éva Tímár, Nándor Tomanek, József S. Tóth, Nelly Vágó, Iván Verebély
- 1973 : Éva Almási, Ilona Béres, László Bozó, Mari Csomós, Gábor Harsányi, Géza Hofi, István Holl, Gyula Horváth, Gabi Jobba, Attila Lőte, Ferenc Sík, Erika Szegedi[20], László Székely
- 1974 : István B. Kiss, Zsuzsa Csala, Cecília Esztergályos, Klára Göndör, Emil Győry, Flórián Kaló, Zsuzsa Lehoczky, Frigyes Marton, Ila Schütz, Ottó Solymosi, Kálmán Szabó, István Sztankay, Gábor Székely, László Tahi-Tóth, Katalin Várnagy, Zsuzsa Zolnay, Gábor Zsámbéki
- 1975 : Noémi Apor, István Dégi, Zsuzsa Gyurkovics, József Horváth, László Jurka, Ilona Kállay, Sándor Komlós, Iván Koós, László Marton, Attila Nagy, István Pétervári, József Ruszt, Lajos Soós, Eszter Szakács, Károly Szigeti, Tibor Szilágyi, Tamás Török[21], László Vajda, Vera Venczel
- 1976 : Árpád Csányi, István Iglódi, László Jászai, Péter Kertész, Róbert Koltai, András Márton, Judit Nyilassy, Ildikó Pécsi, György Pethes, József Petrik, Gyula Piróth, Zoltán Sárközy, Márta Szakály, Ági Voith
- 1977 : László Babarczy, András Bálint, János Csajági, Ildikó Dobos, Katalin Gyöngyössy, Józsa Hacser, Imre Kerényi, János Koltai, István Kristóf, Erzsébet Kútvölgyi, Lilla Mikes, Piroska Molnár, Erzsi Pásztor, Mária Ronyecz, Géza Tordy, Péter Trokán, László Ujlaky
- 1978 : Gyula Áts, Henrik Gyurkó, László Joós, Tamás Jordán, András Kern, András Kozák, Árpád Kóti, Sándor Lukács, Mariann Moór, Judit Pogány, László Szacsvay, Gyula Vadász
- 1979 : Anna Bánd, Péter Benkő, Piroska Dénes, Vera Faragó, Anikó Felföldi, János Gáspár, László Horesnyi, László Horváth, Olga Koós, Katalin Kőváry, Ádám Rajhona, Gyula Szombathy, Péter Valló, György Zsilák
- 1980 : Péter Andorai, Zsuzsa Balogh, Erika Bodnár, József Bor, Károly Donnert, János Gálvölgyi, Ildikó Hámori, Géza Hegedűs D., Zsuzsa Kovács, István Paál, János Pákozdi, Imre Pataky, Sándor Posch, Zsuzsa Radnóti, János Sándor, Béla Tímár

- 1981 : Ildikó Bánsági, Miklós Benedek, Péter Blaskó, István Fonyó, Márta Jánoskúti, György Kézdy, György Kopányi, István Perlaky, József Sas, Éva Szabó, Tamás Szirtes, Péter Vallai
- 1982 : Péter Balázs, Péter Benkő, Eszter Csákányi, Imre Csiszár[23], Klára Falvay, Bálint Farkas, Edit Fóthy, László Gali, Pál Hetényi, Nóra Káldi, Dezső Kapás, József Richter
- 1983 : Tamás Ascher, Ferenc Bács, Ibolya Baranyai, István Erdős, Éva Igó, József Kautzky, Péter Marik[24], Sándor Oszter, Ildikó Piros, Dorottya Udvaros, László Újréti, István Verebes
- 1984 : László Axt, Géza Balkay, Frigyes Bárány, Angela Császár, Sándor Dánffy, László Gálffi, László Gálfy, Judit Gombár, Béla Götz, Jácint Juhász, Lajos Kránitz, Péter Levente, Gábor Máté, Ottó Szokolay, György Turián, István Uri, Éva Vári, István Velenczey
- 1985 : Juli Básti, István Bubik, Tamás Dunai, Kati Egri, Gizi Fekete, Dorottya Géczy, Fanny Kemenes, Jenő Kiss, Jenő Korcsmáros, Zsolt Körtvélyessy, Ottó Lékay, Péter Léner, Andor Lukáts, István Mikó, Marika Oszvald, Zoltán Papp, Katalin Sólyom, Sándor Szakácsi, Judit Szántó[25], József Székhelyi, András Szigeti, Teri Tordai
- 1986 : Károly Eperjes, Eszter Felkai[26], Judit Gallai, Sándor Gáspár, Oszkár Gáti, Judit Hernádi, Lajos Kós, Anna Kubik, Kati Lázár, Gábor Reviczky, Mihály Sallai, Dezső Straub, Szilvia Sunyovszky, Györgyi Szakács, Gyula Szersén, Mária Tiboldy
- 1987 : János Ács, Mária Bajcsay, Géza Balogh, János Bán, Sándor Csikos[27], Gábor Harsányi, István Illés, Tamás Koltai, Kriszta Kováts, György Magos, Anna Nagy, Vera Pap, Judit Tóth, Andrea Zsadon
- 1988 : Péter Barbinek, Ilona Bencze, László Csurka, Gyöngyvér Demjén[28], Tamás Fodor, Csaba Ivánka, Imre Józsa, Tibor Kalmár[29], Kálmán Latabár, Judit Meszléry, György Sándor, Béla Spindler, János Szikora, Ági Szirtes, Erzsébet Turcsányi
- 1989 : Enikő Eszenyi, István Hirtling, Sándor Kőmíves, János Kulka, Tamás Mészáros, Anikó Nagy[30], István Pathó, Károly Safranek, Menyhért Szegvári, István Szőke, Katalin Takács[31], Eszter Tatár, Éva Vándor, György Weisz
- 1990 : Erzsébet Bereczky, Zoltán Bezerédi, Ferenc Borbiczki, Péter Cseke, Attila Csikós, Hugó Gruber, Frigyes Harsányi, Attila Kaszás, Borbála Labancz, Győző Mihályi, István Pinczés, Imre Szélyes, István Szlávik, Dénes Ujlaki

- 1991 : Csaba Antal, Árpád Árkosi, László Helyey, Éva Kerekes, Pál Mácsai, Tibor Mertz, Edina Pásztor, Anna Ráckevei, Péter Rudolf
- 1992 : György Böhm, Tibor Csizmadia, János Derzsi, Frigyes Hollósi, Mari Kiss, Lajos Kovács, Adél Kováts, Eszter Nagy-Kálózy, Károly Nemcsák, József Szarvas

- 1993 : Márta Egri, István Fazekas, László Méhes, Róbert Menczel, Béla Paudits, Erika Pápai, Zoltán Rátóti, Ödön Rubold, Tibor Szolnoki, Zoltán Újvári
- 1994 : László Csere, Győző Duró, László Görög, Zsuzsanna Hőgye, Zsolt Khell, György Korcsmáros, Fruzsina Pregitzer, Tibor Szervét, Ildikó Tóth[33]
- 1995 : Róbert Alföldi, Ágnes Bertalan, Anna Fehér, Imre Halasi, Zsuzsa Kalocsai, Zsolt Kovács, Zsolt László, János Mohácsi, György Szegő, Zoltán Varga
- 1996 : László Csendes, Lívia Dobák, Anikó Für, Anna Györgyi, József Kerekes, László Konter, Máté Tóth-Tahi, Éva Varga, Mária Varga[34]
- 1997 : Ignác Farkas, Éva Füsti Molnár, György Gazsó, Tibor Gáspár, József Kelemen, Edit Majzik, Tünde Murányi, Krisztina Peremartoni, Zsuzsa Szilágyi
- 1998 : Gabi Borbás, Enikő Börcsök, Péter Bregyán, József Gyabronka, Márta Martin, János Meczner, Lili Monori, Béla Szerednyei, Edit Zeke, Sándor Zsótér
- 1999 : Györgyi Andai, Iván Dengyel, Virág Dőry, Ottó Horváth Lajos, István Mészáros, Zsuzsa Molnár, Géza Morcsányi, Klaudia Orosz, Miklós Székely B., István Znamenák
- 2000 : János Csányi, Judit Csoma, Barbara Hegyi, Csaba Kiss, János Novák, Judit Schell, Zoltán Seress, András Stohl
- 2001 : József Czintos, Judit Csanádi, Zoltán Csankó, András Csiky, Mátyás Dráfi, Róbert Ilyés, Tamás Jakab, Ferenc Lengyel, Mari Nagy, Janka Ujvári, László Upor, Zsuzsa Varga, Vincze

### 2002
- Mária Ambrus, scenografka
- Zsolt Anger, aktor teatru Csiki Gergely w Kaposvárze
- Bertalan Bagó, dyrektor teatru Hevesi Sándor
- Attila Balázs, aktor węgierskiego teatru Csiky Gergely Állami Magyar Színház w Timișoarze (Rumunia)
- Zsolt Bogdán, aktor węgierskiego teatru Kolozsvári Állami Magyar Színház w Klużu-Napoce
- Attila Epres, aktor teatru Katona József Színház w Budapeszcie
- Ernő Fekete, aktor teatru Katona József Színház w Budapeszcie
- András Forgách, dramaturg
- Lili Horváth, aktorka teatru Budapesti Kamaraszínház
- Zsuzsa Horváth, aktorka
- Károly Kuna, aktor Teatru Vörösmartyego w Székesfehérvárze
- László Széles, aktor[35]
- Attila Vidnyánszky, założyciel i dyrektor Narodowego Teatru Węgierskiego im. Gyuli Illyésa w Berehowie, (obecnie dyrektor Teatru Narodowego w Budapeszcie)[36]

### 2003
- László Bocsárdi, reżyser w teatrze Tamási Áron Színház w Sfântu Gheorghe (Rumunia)
- Andrea Fullajtár, aktor teatru Katona József Színház
- Gergő Kaszás, aktor egerskiego teatru Gárdonyi Géza Színház
- Csörsz Khell projektant wizualny
- Kinga Mezei, reżyserka w teatrze Újvidéki Színház w Nowym Sadzie
- László Miske, aktorka debreczyńskiego teatru Csokonai Nemzeti Színház
- Áron Őze, aktor teatru Pesti Magyar Színház
- Béla Pintér, reżyser w teatrze Szkéné Színház
- Dezső Szegedi,[38] aktor teatru Miskolci Nemzeti Színház
- Sándor Terhes aktor
- József Tóth aktor
- Zsolt Trill, aktor teatru Illyés Gyula Magyar Nemzeti Színház w Berehowie (obecnie w teatrze Csokonai Nemzeti Színház)
- Júlia Ungár, dramaturg teatru Katona József Színház

### 2004
- László Bagossy reżyser
- Éva Bandor komáromska aktorka
- Olga Barabás reżyserka, dyrektorka artystyczna w Târgu Mureș
- Mari Benedek projektantka
- Lajos Bertók aktor
- István Gyuricza aktor
- István Maszlay aktor
- Zoltán Mucsi aktor
- István Nánay kritikus
- Zsuzsa Oláh aktorka
- Tibor Pálffy, aktor teatru Tamási Áron Színház w Sfântu Gheorghe
- Annamária Radnai dramaturg
- Andrea Spolarics aktorka

### 2005
- Tamás Bányai, projektant oświetlenia
- József Bíró, aktor
- Imre Csuja, aktor teatru Örkény Színház
- Judit Dobre-Kóthay, dekoratorka i kostiumografka w teatrze Marosvásárhelyi Nemzeti Színház w Târgu Mureș (Rumunia)
- Tibor Fabó, aktor teatru Jókai Színház w Komárom
- István Fillár, aktor teatru Pécsi Nemzeti Színház
- György Hunyadkürti, aktor teatru Kaposvári Csiky Gergely Színház
- Zoltán Nyári, aktor teatru Budapesti Operettszínház
- Eszter Ónodi, aktorka teatru Katona József Színház
- Árpád Schilling, dyrektor artystyczny teatru Krétakör Színház
- Erzsébet Soltész, aktorka teatru Pesti Magyar Színház
- Hajnal Tordai, projektantka kostiumów w teatrze Pesti Magyar Színház
- Zsuzsa Töreky aktor

### 2006
- Erika Balogh, aktorka teatru Kecskeméti Katona József Színház
- Péter Forgács, aktor teatru Győri Nemzeti Színház
- Anni Füzér, scenografka i kostiumografka
- György Hernyák, główny reżyser teatru Szabadkai Népszínház w Suboticy
- Iván Kamarás, aktor teatru Teatru Komedii w Budapeszcie
- Ildikó Lőkös, dramaturg teatru Új Színház
- Ági Máhr, aktorka teatru Miskolci Nemzeti Színház
- Eszter Novák, reżyserka
- Zoltán Schneider, aktor teatru Radnóti Miklós Színház
- Andrea Söptei, aktorka Teatru Narodowego w Budapeszcie
- Tibor András Szabó, aktor
- Ferenc Szélyes, aktor teatru Marosvásárhelyi Nemzeti Színház
- Dóra Szinetár, aktorka śpiewający Operetki Budapeszteńskiej

### 2007
- Erzsébet B. Fülöp, aktorka teatru Marosvásárhelyi Nemzeti Színház
- Erkel László „Kentaur” – dekorator
- Gabriella Hámori, aktorka teatru Örkény István Színház
- György Honti, aktor teatru Jászai Mari Színház w Tatabányi
- István Hunyadkürti, aktorka teatru Miskolci Nemzeti Színház
- Gergely Kocsis, aktor teatru Katona József Színház w Budapeszcie
- Judit Kocsis, aktorka teatru József Attila Színház
- Pál Kocsis, aktor teatru Csiky Gergely Színház w Kaposvárze
- Ákos Kőszegi, aktor teatru Katona József Színház w Kecskemécie
- Levente Nemes, aktor teatru Tamási Áron Színház w Sfântu Gheorghe (Rumunia)
- Roland Rába, aktor teatru Krétakör Színház
- Katalin Ágnes Szűcs, redaktorka naczelna Critikai Lapok
- Nelli Szűcs, aktorka teatru Illyés Gyula Magyar Nemzeti Színház w Berehowie i debreczyńskiego teatru Csokonai Nemzeti Színház

### 2008
- Levente Bagossy dekorator
- László Bakai aktor
- Zoltán Balázs, aktor i reżyser teatru Bárka Színház
- Kriszta Bíró, aktorka teatru Örkény István Színház
- Zsuzsa Csarnóy, aktorka teatru Petőfi Színház w Veszprémie
- Zoltán Fülöp, aktor teatru Csíki Játékszín w Miercurea-Ciuc
- András Győrffy, aktor teatru Nemzeti Színház w Târgu Mureș
- Frigyes Kovács, aktor teatru Népszínház w Suboticy
- Máté Mészáros, aktor teatru Gárdonyi Géza Színház w Egerze
- Ádám Schnell, aktor teatru József Attila Színház w Budapeszcie
- Szilveszter Szabó P., aktor Operetki Budapeszteńskiej[44]
- Tamás Szalma, aktor teatru Petőfi Színház w Veszprémie
- Csaba Tasnádi, dyrektor i reżyser teatru Móricz Zsigmond Színház w Nyíregyházie

### 2009
- Márton Ágh dekorator
- Edit Balázsovits aktorka
- Árpád Besenczi, aktor teatru József Attila Színház
- Péter Haás Vander, aktor teatru Budapesti Kamaraszínház Kht.
- László Attila Horváth, a nyíregyházi Móricz Zsigmond Színház színművésze[46]
- Ferenc Karczag, aktor teatru Szigligeti Színház w Szolnoku
- Ernő Kiss, aktor teatru Hevesi Sándor Színház w Zalaegerszegu
- Judit Rezes, aktorka teatru Katona József Színház
- Péter Scherer aktor
- Gábor Szirtes, aktor teatru Miskolci Nemzeti Színház
- András Urbán, dyrektor i reżyser teatru Kosztolányi Színház w Suboticy
- Loránd Mihály Váta, aktor teatru Tamási Áron Színház w Sfântu Gheorghe (obecnie aktor teatru  Kolozsvári Állami Magyar Színház)
- Anna Veress dramaturg

### 2010
- Áron Balázs, aktor
- Mónika Balsai, aktorka
- Géza Bodolay, reżyser teatralny
- Andrea Bozó, aktorka
- György Csík, scenograf
- Csaba Debreczeny, aktor
- Attila Egyed, aktor
- Ferenc Elek, aktor
- Imola Kézdi, aktorka komediowa
- Annamária Láng, aktorka
- Ervin Pálfi, aktor
- Katalin Pálfi, aktorka
- Ildikó Seres, aktorka komediowa

### 2011
- György Árvai, dekorator i kostiumograf
- Viktor Bodó, reżyser teatru Szputnyik Hajózási Társaság
- Béla Fesztbaum, aktor Teatru Komedii w Budapeszcie
- Károly Hajduk, aktor teatru Katona József Színház
- András Hatházi, aktor teatru Kolozsvári Állami Magyar Színház
- Zoltán Hegedűs, aktor teatru Katona József Színhá Kecskemét
- Attila Kristán, aktor teatru Csokonai Nemzeti Színház
- László Molnár, aktor teatru Szigligeti Színház
- Hilda Péter, aktorka teatru Kolozsvári Állami Magyar Színház[49]
- Angéla Stefanovics, aktorka teatru Budapesti Kamaraszínház
- Viktória Szávai, aktorka teatru Radnóti Miklós Színház
- Natália Vicei, aktorka teatru Szabadkai Népszínház
- Ottó Viczián, aktor

### 2012
- Gyula Bartus aktor
- Gyöngyvér Bognár aktorka
- Róbert Kardos M. aktor
- Tamás Keresztes aktor
- Marcella Kertész aktorka
- Nina Király historyczka teatru
- Ferenc Köles aktor
- Ervin Nagy aktor
- József Rácz aktor
- Zsófia Szamosi aktorka
- Gábor Szűcs aktor, reżyser
- Auguszta Tóth aktorka
- Tibor Tóth aktor

### 2013
- Sándor Csányi aktor
- Nóra Cselényi kostiumografka
- Attila Dolhai aktor
- Tünde Kara aktorka
- Pál Oberfrank aktor
- Denise Radó aktorka
- Sándor Sasvári aktor

### 2014
- Botond Barabás aktor
- Balázs Blaskó dyrektor
- Máté Járai aktor
- Viktor Nagy reżyser
- Erzsébet Rátkai kostiumografka
- Laura Ruttkay aktorka
- Kátya Tompos aktorka

### 2015
- Péter Fekete dyrektor
- Sándor Guelmino reżyser teatralny, dramaturg
- Armand Kautzky aktor
- József Kiss dramatopisarz, dramaturg, reżyser teatralny
- József Láng aktor
- Mónika Sáfár aktorka
- Kinga Újhelyi aktorka

### 2016
- Gábor Bánky, aktor teatru Pécsi Nemzeti Színház
- László Bérczes, dyrektor artystyczny teatru Csiky Gergely Színház w Kaposvárze
- Gábor Csőre, aktor Teatru Komedii w Budapeszcie
- Katalin Gidró, aktorka teatru Szegedi Nemzeti Színház,
- Gabi Gubás, aktorka teatru Thália Színház
- László Mátray, aktor teatru Tamási Áron Színház w Sfântu Gheorghe
- Nikoletta Molnár, aktorka teatru Szolnoki Szigligeti Színház

### 2017
- Rodrigo Crespo, aktor i dyrektor teatru Jászai Mari Színház w Tatabánya
- Tibor Fehér, aktor Teatru Narodowego
- Hermina G. Erdélyi, aktorka Teatru Narodowego w Suboticy
- Tamás Lengyel, aktor Teatru Komedii w Budapeszcie
- Réka Pelsőczy, dyrektorka artystyczna Teatru Józsefa Katony w Budapeszcie
- Kinga Saárossy, aktorka teatru Gárdonyi Géza Színház w Egerze
- Zsuzsanna Tresz, scenografka i projektantka kostiumów w Teatrze Narodowym w  Peczu
- Klári Varga, aktorka teatru Csokonai Nemzeti Színház w Debreczynie

### 2018
- György Bajomi Nagy, aktor w teatrze Weöres Sándor Színház w Szombathely
- Alexandra Borbély, aktorka budapeszteńskiego teatru Katona József Színház
- Attila Harsányi, aktor w teatrach Miskolci Nemzeti Színházi Aradi Kamaraszínház,
- Csaba Krisztik, aktor teatru Vörösmarty Színház w Székesfehérvárze
- Zsolt Lipics, aktor teatru Pécsi Nemzeti Színház w Peczu,
- Márta Szabó, aktorka teatru Móricz Zsigmond Színház w Nyíregyházie,
- Réka Tenki, aktorka budapeszteńskiego teatru Örkény István Színház,
- Rita Velich, główny projektant kostiumów w operetce Budapesti Operettszínház.

### 2019
- Hunor Bucz, dyrektor i reżyser teatru Térszínház Egyesület
- Tamás Gál, aktor teatru Csavar Színház w Chotínie (Słowacja)
- Bernadett Gregor aktorka teatru Újszínház
- László Horányi aktor, reżyser i dyrektor artystyczny teatru Esztergomi Várszínház
- Kata Huszárik, aktorka teatru Maladype Színház
- Béla Kálló, aktor teatru Magyar Kanizsai Udvari Kamaraszínház
- Márk Kis Domonkos aktor, dyrektor wykonawczy teatru Váci Dunakanyar Színház
- Edit Kovács, aktorka teatru Békéscsabai Jókai Színház
- Erika Lapis, aktorka teatru Jászai Mari Színház w Tatabányi
- Dóra Létay, aktorka teatru József Attila Színház w Budapeszcie
- Ádám Lux, aktor teatru Újszínház
- Athina Papadimitriu, aktorka Operetki Budapeszteńskiej, teatru Nemzeti Lovas Színház i Spirit Színház
- András Pataki główny reżyser, dyrektor wykonawczy Pro Kultúra Sopron
- Csaba Pindroch, aktor teatru Thália Színház
- Vajk Szente, aktor teatru Madách Színház
- György Vass, aktor teatru Újszínház

### 2020
- Attila Andrássy, pisarz, reżyser
- Gábor Bakos-Kiss, aktor
- Zsolt Dánielfy, aktor
- Marina Gera, aktorka
- Andrea Mahó, aktorka
- Sára Mészáros, aktorka
- Milán Rusz, aktor
- Bernadette Sára, aktorka